# シュターデ郡
シュターデ郡 (ドイツ語: Landkreis Stade) は、ドイツ連邦共和国ニーダーザクセン州北部に位置する郡である。この郡はハンブルク大都市圏に属し、西部は主にオステ川を挟んでクックスハーフェン郡、東はハンブルク市、南東はハールブルク郡、南西はローテンブルク（ヴュンメ）郡と境を接する。北はエルベ川が自然の境界をなしている。対岸はシュレスヴィヒ＝ホルシュタイン州シュタインブルク郡とピンネベルク郡である。

## 地理
郡の北西はエルベ川である。シュターデ郡には、アルテス・ラントの他、ケーディンゲンやシュターダー・ゲーストといった地域が含まれる。郡域内をシュヴィンゲ川、エステ川、リューエ川といった小さな川が流れている。

## 歴史
シュターデ郡は、1932年にそれまで独立した郡であったヨルク郡、ケーディンゲン郡、シュターデ郡から新たに成立した。それ以後、郡域の変更はほとんどなく存続している。1937年の大ハンブルク法によって東部地域（クランツ）がハンブルクに移管された。

## 行政
郡議会は60議席からなる。2021年からカイ・ゼーフェルト (CDU) が郡長を務めている。

### 紋章
上下二分割で、上部はさらに左右二分割。向かって左上は金地に黒い塔。向かって右上は青地に銀の鍵。下部は赤地に銀色の跳ねる馬。
3つのシンボルは、シュターデの歴史の重要な時期を表現している。塔は10世紀から12世紀のシュターデ伯の時代である。鍵は「ブレーメンの鍵」にちなんだものでブレーメン大司教時代を示す。ブレーメンの鍵は郡庁所在地シュターデの紋章にも採り入れられている。「ザクセンの馬」はハノーファーおよびニーダーザクセン時代を象徴している。

## 経済と社会資本

### 経済
田舎の住民は、その多くが農業、特に果樹栽培（肥沃な土壌で豊かな実りをもたらす）で生計を立てるか、近隣のハンブルクに通勤している。郡内の輸送量は平均以上である。
ダウ・ケミカル、AOS、エアバス、E.ONといった企業が住民の多くを雇用している。アルテス・ラントは観光化が進んでおり成功している。この地域には多くのレストランやホテルがある。
ニュース雑誌「フォークス」によれば、この郡はニーダーザクセンで最も高い経済力を持ち、フォルクスワーゲンを有するヴォルフスブルク、ザルツギッターAG（鉄鋼業者）のあるザルツギッター、マイヤー造船を擁するエムスラント郡を凌駕している。この郡の連邦全体での経済上地位は22位で、前年より3位上昇した。これは道路、鉄道、海洋船舶が航行可能な深さを持つヨーロッパ内陸航路であるエルベ川の交通の便がよいことが関連している。

### 交通
この郡は連邦道B3号線、B73号線によってハンブルクと比較的良好に結ばれている。アウトバーンA26号線の建設により、ハンブルクのモーアブルク区で直接A7号線に直結する事になる予定である。この道路は、2009年時点でシュターデからホルネブルクまでが開通している。完成は2015年の予定である。これとともにA20号線をシュターデ近郊まで延伸させて、エルベ川を横断させる計画がある。現在クックスハーフェンとハンブルクの間で、車でエルベ川を渡る際は主にヴィシュハーフェン付近のフェリーで横断する。将来的にはA22号線をA20号線から分離して、ヴェーザー・トンネルに接続する予定である。
シュターデ郡にはいくつも駅があるが、その多くはニーダーエルベ鉄道 ハンブルク - クックスハーフェン線の駅である。それ以外ではエルベ＝ヴェーザー鉄道・交通会社のブレーマーハーフェン - ブクステフーデ線の駅である。この他に夏期週末には保存鉄道「モーアエクスプレス」が1993年に旅客運行を停止したシュターデ - ブレーマーフェルデ間を運行している。2004年12月12日から郡全域がハンブルク交通連盟に加盟した。これによりバスや鉄道は大部分が安価な運賃が保証されており、その利用が奨励されている。鉄道シュターデ - ハンブルク＝ノイグラーベン区間は、2007年12月9日の時刻表改訂からハンブルクSバーンに組み込まれた。これ以後、クックスハーフェン - ハンブルク中央駅間（ニーエルベ鉄道）には私鉄のメトロノーム鉄道会社により近代的な2階建て列車が運行している。シュターダーザント（シュターデ近郊）からハンブルクへの快速列車は、2008年春に代替機関なしに廃止された。シュターデ郡にはエルベ自転車道をはじめ、多くの自転車道が通っている。
シュターデの工場については、ブルンスハーフェン地区に同名のブルンスハーフェン工業駅があり、主にダウ・ケミカルおよび2つの運輸業者 Bertschi と Alfred Talke が利用している。近い将来、シュターデに現在ある小口扱いの貨物港に加えて、ビュッツフレート付近にコンテナ港が建設される。これにより、この地にある工場はより良好な販路を形成することができる。
シュターデ原子力発電所の閉鎖後、小口貨物港の拡張に関連して石炭発電所の建設が話題になっている。
2008年10月まで郡内には完成した通行可能なアウトバーンが存在していなかった。これ以後はアウトバーンA26号線の一部シュターデ - ホルネブルク間が開通した。
1984年5月28日にドイツ連邦軍の戦闘機 F-104 がシュターダーモーアとグルース・シュテルンベルクの間の民家に墜落した。これが原因で起こった火事により女性1名が亡くなった。また、4名が重度の火傷を負って、このうち2名が程なく亡くなった。パイロットは射出座席で脱出して無事であった。

## 宗教
現在のシュターデ郡は伝統的にプロテスタント・ルター派が有力な地域である。その宗教組織はハノーファー地方協会に属す。特に戦後になって多くの難民や、南ヨーロッパからの出稼ぎ労働者、中央ヨーロッパや東ヨーロッパからの移民により、ヒルデスハイム司教区に属す大きなカトリック組織が形成された。この他郡内にはイスラム教徒、自由教会やエホバの証人の信者もいる。

## 文化
文化財保護のため、シュターデ景観協会が設けられている。

### 観光街道
郡内をドイツ・フェリー街道が通っている。これは、キールとブレーマーフェルデの間の約50のフェリー、橋、その他の海に関する見所を結んでいる全長約250kmの観光街道で、2004年5月に設けられた。郡内では、ヴィシュハーフェンのエルベフェリー、ザムトゲマインデ・ノルトケーディンゲンの開閉橋、ザムトゲマインデ・オルデンドルフの2つのロープ式渡船が含まれている。
ブクステフーデはドイツ・メルヘン街道に加盟している。

## 市町村
人口は 2023年12月31日 時点の数値である。
| 郡庁所在地 - シュターデ (Stade, 48,708)、都市 アインハイツゲマインデ（単一自治体） - ブクステフーデ (Buxtehude, 41,256)、都市 - ドロホターゼン (Drochtersen, 11,284) - ヨルク (Jork, 12,395) ザムトゲマインデ（集合自治体、本部所在地に*） - 1. ザムトゲマインデ・アペンゼン (Samtgemeinde Apensen, 10,051) 1. アペンゼン* (Apensen, 4,569) 2. ベックドルフ (Beckdorf, 2,884) 3. ザウエンジーク (Sauensiek, (2,598) - 2. ザムトゲマインデ・フレーデンベック (Samtgemeinde Fredenbeck, 13,525) 1. ダインステ (Deinste, 2,173) 2. フレーデンベック* (Fredenbeck, 6,585) 3. クーテンホルツ (Kutenholz, 4,767) - 3. ザムトゲマインデ・ハルゼフェルト (Samtgemeinde Harsefeld, 23,327) 1. アーラーシュテット (Ahlerstedt, 5,637) 2. バルクシュテット (Bargstedt, 2,134) 3. ブレスト (Brest, 767) 4. ハルゼフェルト* (Harsefeld, 14,789)、フレッケン - 4. ザムトゲマインデ・ホルネブルク (Samtgemeinde Horneburg, 14,185) 1. アガーテンブルク (Agathenburg, 1,399) 2. ブリーダースドルフ (Bliedersdorf, 1,848) 3. ドレルン (Dollern, 2,238) 4. ホルネブルク* (Horneburg, 7,080)、フレッケン 5. ノッテンスドルフ (Nottensdorf, 1,620) - 5. ザムトゲマインデ・リューエ (Samtgemeinde Lühe, 10,172) 1. グリューネンダイヒ (Grünendeich, 1,870) 2. グーダーハントフィーアテル (Guderhandviertel, 1,084) 3. ホレルン＝ツヴィーレンフレート (Hollern-Twielenfleth, 3,421) 4. ミッテルンキルヒェン (Mittelnkirchen, 1,109) 5. ノイエンキルヒェン (Neuenkirchen, 892) 6. シュタインキルヒェン* (Steinkirchen, 1,796) | - 6. ザムトゲマインデ・ノルトケーディンゲン (Samtgemeinde Nordkehdingen, 7,353) 1. バリエ (Balje, 927) 2. フライブルク/エルベ* (Freiburg/Elbe, 1,838)、フレッケン 3. クルンメンダイヒ (Krummendeich, 502) 4. エーダークヴァルト (Oederquart, 1,006) 5. ヴィシュハーフェン (Wischhafen, 3,080) - 7. ザムトゲマインデ・オルデンドルフ＝ヒンメルプフォルテン (Samtgemeinde Oldendorf-Himmelpforten, 19,211) 1. ブルヴェク (Burweg, 1,008) 2. デューデンビュッテル (Düdenbüttel, 1,024) 3. エンゲルショフ (Engelschoff, 774) 4. エストルフ (Estorf, 1,490) 5. ハインボッケル (Heinbockel, 1,514) 6. グローセンヴェルデン (Großenwörden, 489) 7. ハンマー (Hammah, 3,249) 8. ヒンメルプフォルテン* (Himmelpforten, 5,729) 9. クラーネンブルク (Kranenburg, 789) 10. オルデンドルフ (Oldendorf, 3,145) |

フレッケン (Flecken) は、ゲマインデ（町村）のなかでも古くから市場の開催権や一定の自治権を有していた町を指す。

## 引用
1. 1 2  Landesamt für Statistik Niedersachsen, LSN-Online Regionaldatenbank, Tabelle A100001G: Fortschreibung des Bevölkerungsstandes, Stand 31. Dezember 2023
2. ↑  フォークス: 郡ランキング